# Nic Jones
Nicholas Jones (Detroit, 15 ottobre 2001) è un giocatore di football americano statunitense che milita nel ruolo di cornerback per i Kansas City Chiefs della National Football League (NFL).

## Carriera

### Kansas City Chiefs
Al college Jones giocò a football a Ball State. Fu scelto nel corso del settimo giro (250º assoluto) del Draft NFL 2023 dai Kansas City Chiefs. Malgrado la bassa scelta nel draft riuscì a entrare nei 53 uomini per l'inizio della stagione regolare alla fine della pre-stagione e debuttò come professionista subentrando nella gara del quarto turno contro i New York Jets. La sua prima stagione regolare si chiuse con 4 tackle in 9 presenze, nessuna delle quali come titolare. A fine anno i Chiefs vinsero il Super Bowl LVIII contro i San Francisco 49ers.

## Palmarès
- Super Bowl : 1

Kansas City Chiefs: LVIII
- National Football Conference Championship: 1

Kansas City Chiefs: 2023